# Eurylegna
Eurylegna (лат.) — род жуков-листоедов (Chrysomelidae) из трибы земляные блошки (Alticini, Galerucinae). 6 видов. Африка (Гвинея, Нигерия, Конго, Уганда, Эфиопия). Мелкие жуки (около 5 мм) коричневого цвета. Обладают прыгательными задними ногами с утолщёнными бёдрами. Усики 11-члениковые (3-й сегмент короче первого). Расстояние между основаниями усиков примерно равно длине первого членика усиков. Питаются растениями.
- Eurylegna fulva Weise, 1910typus
- Eurylegna rubra Weise, 1910
- Eurylegna guineensis Bechyné, 1955